# Unternehmen Bruno
Das Unternehmen Bruno war der Deckname einer Operation, welche die Sprengung der Kreuzschanzschleuse (Kruisschans) von Antwerpen durch deutsche Kampfschwimmer der Kleinkampfverbände der Kriegsmarine zum Ziel hatte. Das Kommandounternehmen erfolgte in der Nacht vom 16. auf den 17. September 1944 und verlief erfolgreich.

## Ausgangssituation, Planung und Verlauf
Ende August 1944 war die deutsche Front in Frankreich großteils zusammengebrochen. Die Alliierten waren aus ihren Brückenköpfen in der Normandie im Zuge der Operation Neptune ausgebrochen und stießen im Rahmen ihrer Offensive ohne nennenswerten Widerstand durch Nordfrankreich und Belgien vor. Dort besetzten sie Antwerpen am 4. September nach kurzem Kampf. Den Alliierten erschloss sich dadurch der wichtigste Umschlagshafen Europas. Obwohl der Dockhafen relativ weit am Oberlauf der Schelde lag, wurde er dennoch durch die Gezeiten beeinflusst. Daher sorgten Schleusen dafür, dass der Wasserspiegel im Hafenbecken konstant blieb und dieser so ständig von Schiffen genutzt werden konnte, die dieses Nadelöhr passieren mussten.
Der deutsche Hafenkommandant von Antwerpen, Fregattenkapitän Joachim Szyskowitz, kam bei der beabsichtigten Zerstörung der Hafenschleusen ums Leben und wurde posthum für diese Tat mit dem Ritterkreuz des Eisernen Kreuzes sowie der Beförderung zum Kapitän zur See geehrt.
Friedrich Böhme, Chef des Kommandostabes West, wandte sich daher an das Kommando der Kleinkampfverbände (KdK). Das KdK entsandte daraufhin das Marineeinsatzkommando 60 (M.E.K. 60) unter seinem Kommandeur Hans Prinzhorn, das wenig später in Utrecht eintraf. Deren Einsatz wurde befohlen, da man einen direkten Angriff mittels Kriegsschiffen und Flugzeugen aufgrund der massiven alliierten Sicherheitsvorkehrungen für unmöglich hielt. Daher sollten die Kampfschwimmer der Kriegsmarine zum Einsatz kommen.
Der Plan Prinzhorns sah vor, mittels zweier Sprengboote vom Typ Linse, die von der K-Flottille 216 gestellt wurden, Kampfschwimmer bei Nacht, von der Scheldemündung kommend, in die Nähe der 35 Meter breiten Schleusentore zu bringen und sie dort abzusetzen. Diese sollten dann die restliche Strecke mit der mitgeführten Torpedomine, kurz To-Mine genannt, schwimmend zurücklegen. Bei der To-Mine handelte es sich um eine sogenannte GS-Mine, welche die Standardtorpedomine der Kriegsmarine im Zweiten Weltkrieg war. Ihre Länge betrug, je nach Ausführung, etwa 1 bis 1,50 Meter. Ihre Sprengkapazität lag zwischen 500 und 1500 Kilogramm. Die modifizierte GS-Mine wurde von einem langgestreckten, aus Aluminium gefertigten Schwimmkörper getragen, der mit Ammoniakgas gefüllt wurde. Dies bewirkte, dass die To-Mine mit zwischen 30 und 40 Gramm erzeugten Untertrieb dicht unter der Wasseroberfläche schwebte und so relativ mühelos von den Kampfschwimmern gehandhabt werden konnte. An ihrem Ziel angekommen, sollten die Kampfschwimmer die mit 1000 Kilogramm Sprengstoff gefüllte Mine auf dem Sohlengrund ablegen und den Zeitzünder aktivieren. Prinzhorn forderte, um seine Chancen auf Erfolg zu erhöhen, zwei To-Minen an und bildete zwei Kommandoeinheiten. Die Kommandoeinheiten bestanden aus einem Gruppenführer, einem Bootssteurer sowie drei Kampfschwimmern, die auf einer schallgedämpften Linse aufsaßen. Die To-Mine wurde in Schlepp genommen. Der geplante Einsatz am 12. September 1944 musste verschoben werden und auch ein am Folgetag wiederholter Einsatz scheiterte aufgrund zu starker Gegenströmung.
Als neuer Angriffstermin wurde die nebelige Nacht vom 16. auf den 17. September bestimmt. Andere Quellen benennen hierfür die Nacht des 15. auf den 16. September. Während sich die Kommandolinse 2 unter Prinzhorn auf ihrem Anmarschweg im Nebel verirrte und die Schleuse nicht fand, konnte die Kommandolinse 1 sich erfolgreich in die Nähe der Schleuse bringen. Gruppenführer war Erich Dörpinghaus, der später auch Einsatzleiter bei der Zerstörung der Brücke von Remagen war. Sein restliches Kommando bestand aus den Kampfschwimmern Karl Schmidt, Hans Greeten und Rudi Ohrdorf. Der Anmarsch der Linse geschah unbemerkt und etwa 1000 Meter vor dem Ziel, die Entfernung konnte aufgrund des Nebels nur geschätzt werden, wurden die Schwimmer ins Wasser gelassen. Nach Überwindung mehrerer Netzsperren und einer zwischenzeitlichen Orientierungslosigkeit, konnte das Schleusentor schließlich gefunden werden. Schmidt und Ohrdorf versenkten die To-Mine am Sohlengrund und aktivierten den 150 Minuten laufenden Zeitzünder. Etwa 90 Minuten beziehungsweise 75 Minuten nach Einsatzbeginn, die Angaben schwanken zwischen diesen beiden Werten, kehrten die Kampfschwimmer zu ihrer Kommandolinse zurück und konnten unentdeckt entkommen.

## Folgen
Am 17. September 1944 um 05:00 Uhr detonierte die platzierte Mine und beschädigte die Schleusentore so schwer, dass sie den alliierten Nachschubverkehr für mehrere Wochen stark behinderten. Die umgeschlagene Kapazität fiel hierdurch um bis zu 90 Prozent im Vergleich zum Zeitpunkt unmittelbar vor der Sprengung der Schleuse. Dies verschaffte den deutschen Verbänden eine Atempause, die sie zur Neugliederung und Aufstellung nutzten.